# 賓陽作戦
賓陽作戦（ひんようさくせん）とは、日中戦争（支那事変）中の1940年（昭和15年）1月28日から2月13日までの間、広西省の南寧・賓陽付近で行われた日本軍の作戦である。日本軍第21軍が、南寧方面に攻勢をかけた中国軍を撃退した。中国側の呼称は桂南会戦。

## 背景
1939年（昭和14年）12月、日本軍が占領した南寧を奪回するため、中国軍は25個師の兵力を投入して攻勢を仕掛けてきた。特に、崑崙関（南寧北東50キロ）に対する猛攻により、第5師団の戦況は悪化していった。この時、第21軍の主力は広東省で「翁英作戦」を展開していたが、苦境に陥った第5師団を救援するため作戦を打ち切り、部隊を南寧方面へ転用させることにした。一方、南寧の奪回を重視している蔣介石は、1月7日に自ら桂林へ飛び、1月10日には遷江（賓陽の北約50キロ）の第16集団軍司令部にやって来て作戦を指導した（12日に重慶へ帰還）。
1月7日から13日までに、近衛混成旅団と第18師団は欽州へ海上輸送された。欽寧公路（欽州―南寧）は東西から中国軍（第31軍、第41軍）の妨害を受けていたが、日本軍の掃討作戦によって機能を回復し、作戦開始前までに必要な補給物資を南寧に集積することができた。第5師団の及川支隊は、崑崙関攻防戦後も軍主力が集結するまで、八唐付近で防御戦闘を続けていた。1月22日、近衛混成旅団と第18師団はそれぞれ指定の位置に到着した。賓陽作戦の目的は、「南寧付近に集まった敵を賓陽以南の地区で殲滅する」こととされた。
中国空軍は南寧方面への攻勢に際し、約100機の航空機を桂林・柳州に展開し地上攻撃作戦を行っていた。日本側は、陸軍飛行隊が地上部隊の直接共同を担当し、1月10日には海軍の第三連合航空隊が桂林・柳州の中国軍飛行場を攻撃して制空権を獲得していった。

## 参加兵力
| - 第21軍 - 軍司令官：安藤利吉中将 - 第5師団 - 師団長：今村均中将（近衛、台湾両旅団を合わせて指揮） - 歩兵第9旅団 - 旅団長：及川源七少将 - 歩兵第21旅団 - 旅団長：岡本鎮臣少将 - 近衛混成旅団 - 旅団長：桜田武少将 - 台湾混成旅団 - 旅団長：塩田定市少将 - 第18師団 - 師団長：久納誠一中将 - 航空支援 - 第21独立飛行隊 - 隊長：石川愛大佐 （九七式軽爆撃機など） - 飛行第90戦隊 （九七式軽爆撃機） - 海軍・第3連合航空隊 | - 桂林行営（西南行営）主任：白崇禧 （第4戦区軍） - 第16集団軍 - 総司令：夏威 - 第31軍（韋雲淞）、第46軍（何宣） - 第26集団軍 - 総司令：蔡廷鍇 - 独立歩兵第1〜第4団 - 第35集団軍 - 総司令：鄧龍光 - 第64軍（陳公侠） - 第37集団軍 - 総司令：葉肇 - 第66軍（陳驥） - 第38集団軍 - 総司令：徐庭瑤 - 第2軍（李延年）、第5軍（杜聿明、機械化軍）、 第6軍（甘麗初）、第99軍（傅仲芳）、第36軍（姚純） - 第43師、新編第33師、桂綏教導総隊 - 砲兵隊 - 中国空軍第2路部隊 - 司令官：邢剷非 （中国軍機：約100機、ソ連人部隊：約70機） |

## 経過
1月28日、台湾混成旅団・歩兵第21旅団・近衛混成旅団は四唐―五唐付近に展開して、賓寧公路北方の山岳地帯に布陣している第99軍などの敵約10個師へ攻撃を開始した。翌29日には、八唐の歩兵第9旅団（及川支隊）も第99軍を挟撃するため攻撃を開始した。近衛混成旅団は、六唐付近の敵を撃破した後、東を迂回して中国軍の背後を遮断するように進撃していった。第18師団は邕江（南寧の南を流れる河）南岸を東へ進み、さらに太迂回して賓陽の北へ進出するための機動を開始した。
今村兵団（第5師団、台湾混成旅団）は北方山岳地帯の敵を攻撃していたが、作戦開始以来連日の濃霧で効果的な砲撃ができず頑強な抵抗を受けた。中国軍は崑崙関の勝利を宣伝して士気が高揚していたため、今村兵団に対する抵抗に加え、賓陽などから計5個師を抽出して近衛混成旅団・第18師団を迎撃しようと南下してきた。
1月31日、第21独立飛行隊の偵察機が、賓陽から南下中の車両50、約2万人の大部隊を発見。飛行隊の27機は直ちにこの大縦隊を攻撃し、前進を阻止した。
2月1日、飛行第90戦隊第1中隊の九七式軽爆撃機7機は、賓陽の軍事重要建物を爆撃した。偶然にもこの爆撃が第38集団軍司令部に命中し、中国軍の高級指揮系統は混乱した。下部部隊は相互の連絡なく独立した状態となり、急速に戦力が低下した。この日、第21独立飛行隊は延べ79機が出撃し、敵の大縦隊や後方の橋を爆破して、中国軍約25個師の退路を遮断した。
2月2日、徹夜で突進した近衛混成旅団は、午後6時5分に賓陽へ突入した。第18師団も賓陽北東の清水河の橋を占領して退路を遮断し、二重包囲が完成した。今村兵団正面には依然5〜6個師が残って戦っていたため、包囲が可能な状態であった。
2月3日、今村兵団正面の敵は退却を開始し、歩兵第41連隊は崑崙関を奪回した。今村兵団は追撃を開始し、近衛混成旅団も退路遮断のため中大村（賓陽の西方）へ前進した。こうして、二重包囲圏の中に総計25個師の中国軍を捉え、第21軍は包囲圏を締めつけながら、空と地上からの大撃滅戦を翌日まで展開した。
2月4日、安藤軍司令官が賓陽に入城し、各部隊に対して会戦を終結して南寧へ帰還するよう命令した。しかし、包囲圏内には多くの中国軍が残存していたため、台湾混成旅団と歩兵第42連隊が武鳴まで出撃して掃討作戦をおこなった。2月7日には、永淳方面から日本軍を追って第64軍が北上してきたため第18師団が迎撃した。2月8日に各部隊は反転し、13日に南寧に集結して作戦を終了した。

## 結果
賓陽作戦は短期間の作戦であったのに対して、その戦果は大きなものであった。第21軍の報告による戦果と損害は以下のとおり（1月27日〜2月4日）。
- 中国軍の遺棄死体27,041、捕虜1,167
- 主な鹵獲品 - 戦車19、軽装甲車5、自動車30、野山砲20、速射砲13、迫撃砲41
- 日本軍の損害 - 戦死295、戦傷1,307

この戦いの後、蔣介石委員長は2月22日からの4日間、柳州に百数十人の上級指揮官たちを集め、今作戦の検討会を実施した。中国軍の負け方に恥辱を感じていた蔣介石は、崑崙関で入手した日本軍の「歩兵須知」（教本）を引用して、「日本の軍人精神を見習え」と各将軍たちを叱咤激励した。そして会議の最終日には、指揮官たちに以下のような厳格な処罰が下された。
- 降格 - 白崇禧（桂林行営主任）、陳誠（政治部部長）、傅仲芳（第99軍長）
- 軍法会議 - 葉肇（第37集団軍総司令）
- 解任 - 徐庭瑤（第38集団軍総司令）、姚純（第36軍長）、陳驥（第66軍長）、李精一（第49師長）、宋士台（第160師長）、郭觫（第36軍参謀長）

これら指揮官の処罰された部隊は、その部隊番号を取り消された。第9師は師長（鄭作民）が戦死したが、部下たちは彼を救うことができなかったため、第9師は「無名師」（名誉を失った師）と改称させられた。
南寧作戦〜賓陽作戦により、華南方面の日本軍は広東省と広西省の2省に隔離された状態となった。このため、大本営の富永恭次作戦部長は、第21軍の戦闘序列を解いて新たに南支那方面軍（軍司令官：安藤利吉中将、広東省）と第22軍（軍司令官：久納誠一中将、広西省）を置いた。こうして日本軍は南寧を確保したが、中国側が雲南方面などの新しい補給ルートを活用するようになると、その占領意義は薄れていった。また、その後の世界情勢の変化に合わせ、9月に北部仏印進駐がおこなわれると、無用となった南寧は11月に放棄されることとなった。